# Typhlomys chapensis
Typhlomys chapensis là một loài gặm nhấm trong họ Muridae, được Wilfred Hudson Osgood mô tả năm 1932. Loài này đôi khi được xem là một phân loài của loài Typhlomys cinereus.